# Station Vevelstad
Station Vevelstad (Noors: Vevelstad holdeplass) is een station in Vevelstad in de gemeente Ski in Noorwegen. Het station  ligt aan Østfoldbanen. 
Vevelstad wordt bediend door lijn L2, de stoptrein tussen Skøyen en Ski en L2x die vanaf Lysaker naar Ski rijdt.